# 斯訥峰
62°19′12″N 9°16′6″E / 62.32000°N 9.26833°E

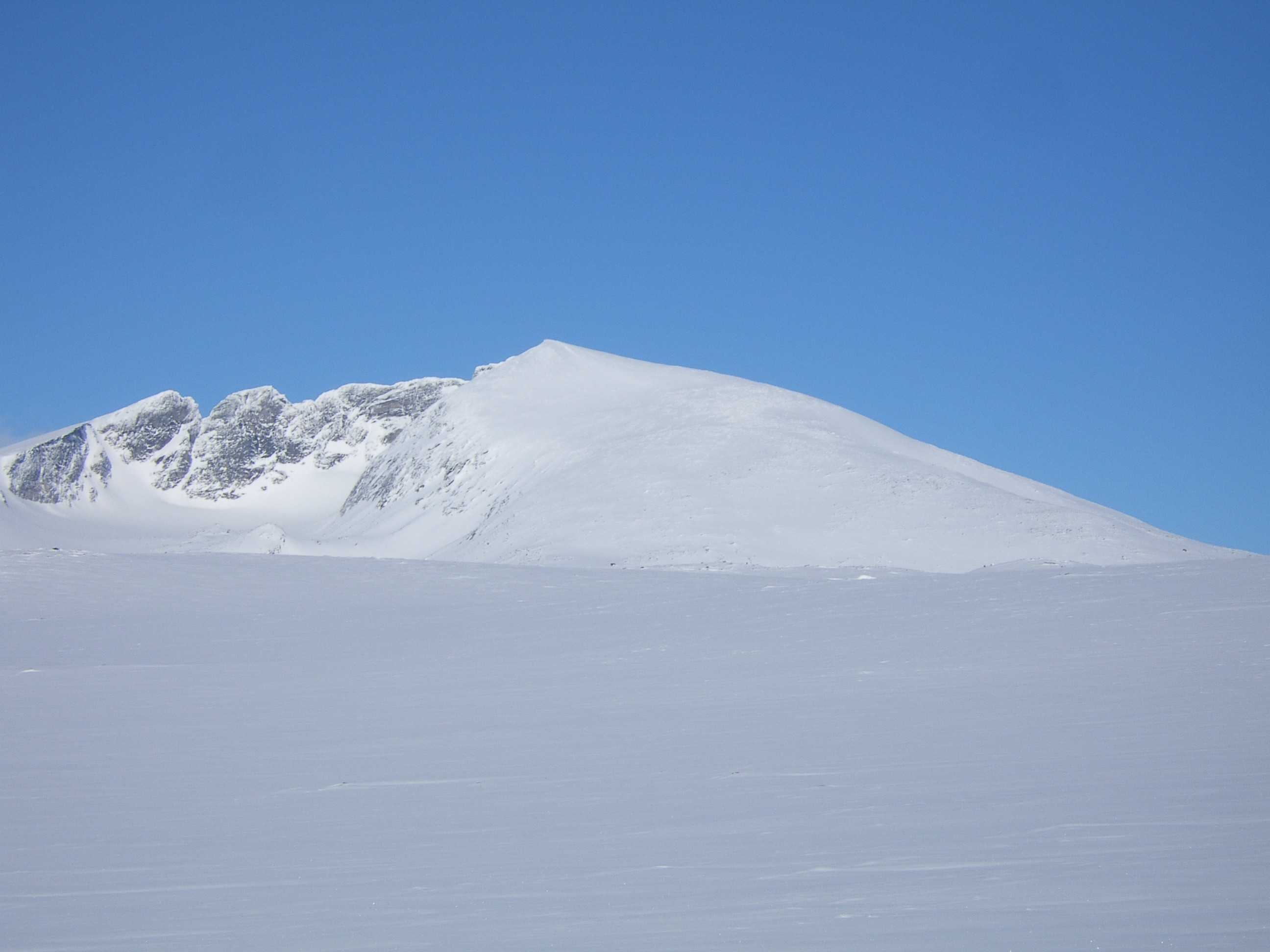

斯訥峰是挪威的山峰，位於該國東南部內陸郡，處於多夫勒，距離首都奧斯陸280公里，屬於多弗勒山脈的一部分，海拔高度2,286米，人類在1798年首次登頂。